# Percy Heath
Percy Heath (30. april 1923 i North Carolina – 28. april 2005 i New York USA) var en amerikansk kontrabassist. Heat der er bror til Albert Heath og Jimmy Heath, er nok mest kendt fra sit virke i gruppen Modern Jazz Quartet. Han dannede også sammen med sine brødre The Heathbrothers, som lavede en snes plader sammen.
Han har spillet med Dizzy Gillespie, Charlie Parker,Max Roach, Thelonius Monk, Miles Davis, Wes Montgomery, Johnny Griffin og Milt Jackson.
Han hører til generationen omkring swing og begyndelsen af bebop stilen på bas, og var sammen med Oscar Pettiford og Milt Hinton, en vigtig bassist op gennem 1940'erne og 1950'erne.